# Balninkai
Balninkai (in polacco Bolniki) è una città del distretto di Molėtai, della contea di Utena, nell’est della Lituania. Secondo un censimento del 2011, la popolazione ammonta a 319 abitanti.
Non è molto distante dal fiume Šventoji.
Costituisce il centro più importante dell’omonima seniūnija.

## Storia
Il villaggio è menzionato il 1º novembre 1338 in una lettera del granduca Gediminas al Gran Maestro di Livonia. Tra 1373 e il 1375 i crociati razziarono le terre su cui si era costituita Balninkai. 
Tra il 1507 e il 1544 fu costruita la chiesa cittadina e divenne un centro importante anche dal punto di vista amministrativo (ancora oggi è il centro più importante dell’omonima seniūnija). 
Nella seconda metà del XIX secolo, Sigismondo II Augusto concesse a Balninkai i diritti di città, un sigillo e uno stemma: divenne così un centro abitato importante sulla strada Vilnius-Anykščiai, migliorata nel XX secolo. 
Nel XVII secolo il villaggio fu incendiato nel corso della grande guerra del Nord. Un altro incendio divampò anche nel corso della seconda guerra mondiale (19 settembre 1944), nel corso di un attacco sferrato senza aver però successo dai partigiani lituani. 
Dal 1950, Balninkai è diventata sede di fattorie collettive.
Dal 2006 lo stemma attuale di Balninkai è divenuto quell’ora ufficiale.

## Galleria d’immagini

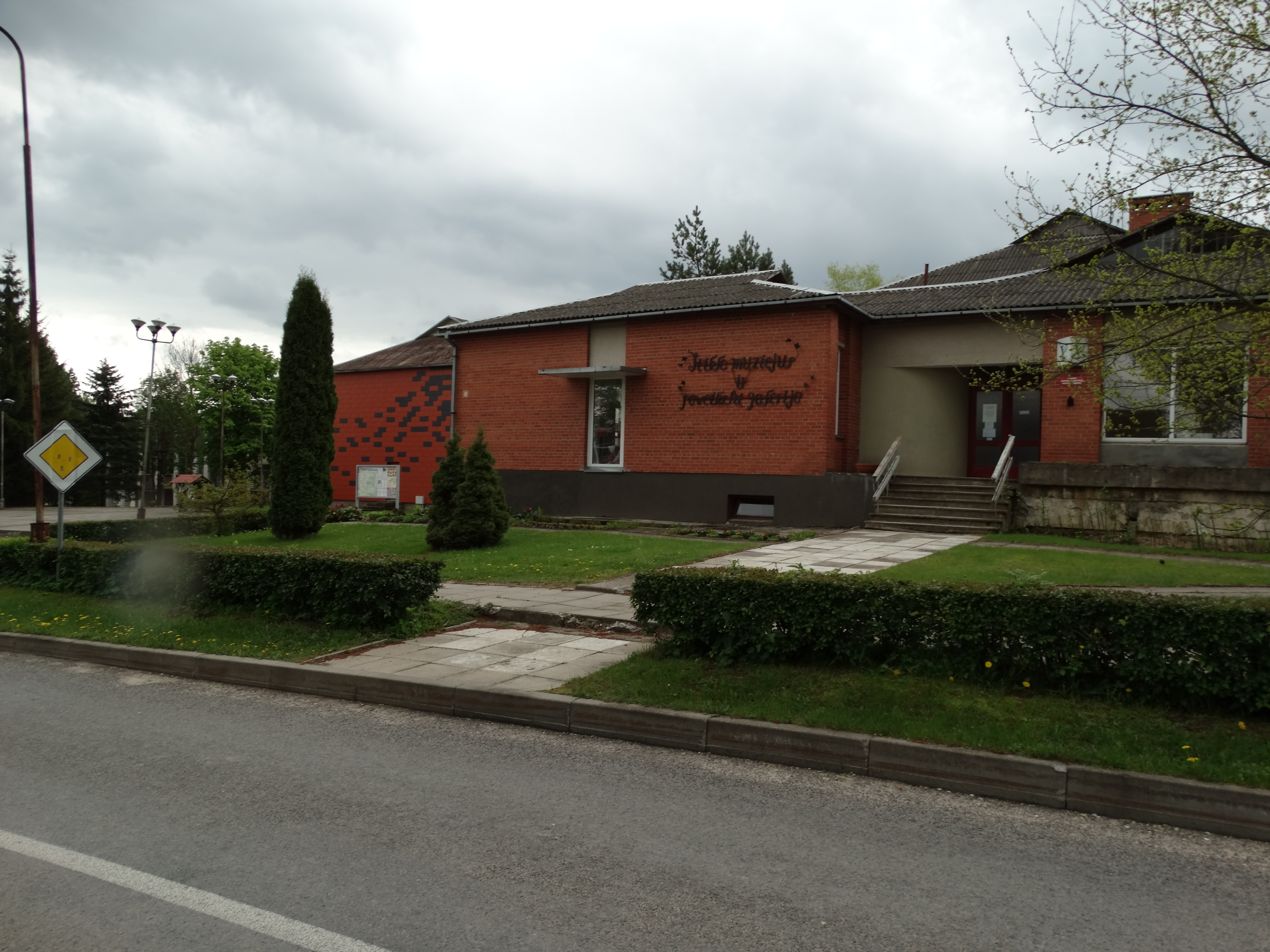
Hotel locale
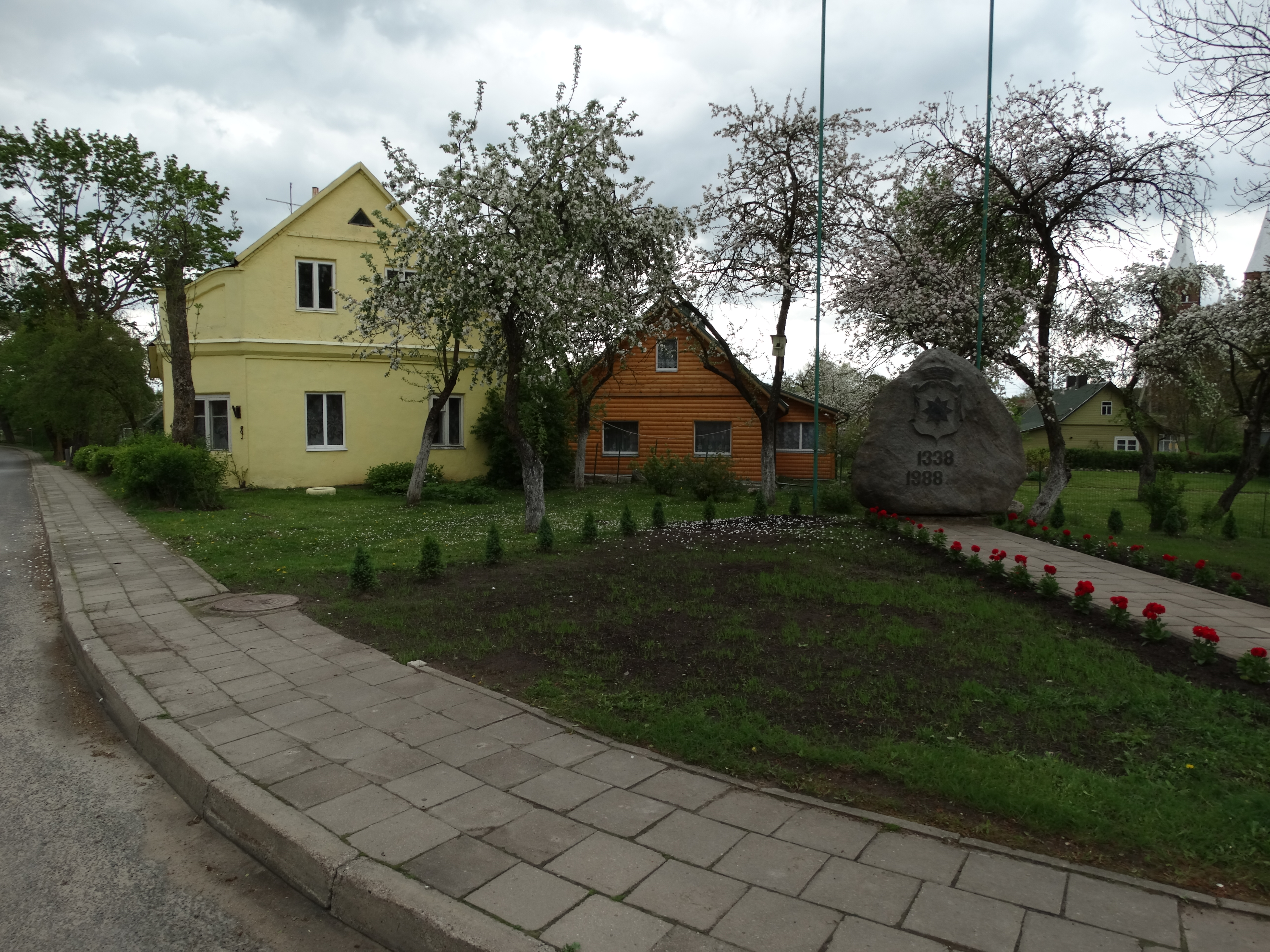
Monumento commemorativo in pietra
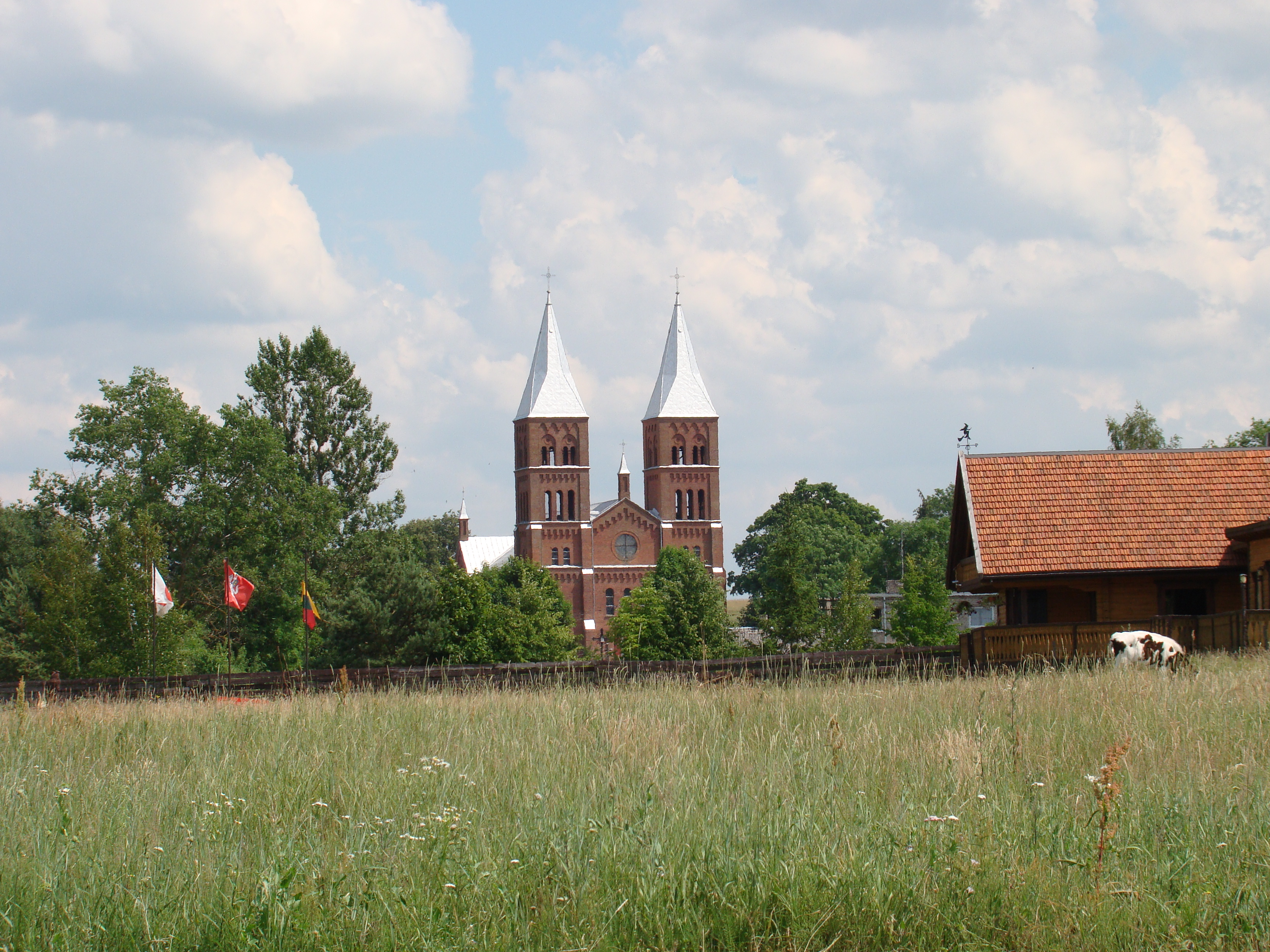
Le vistose guglie della chiesa cittadina
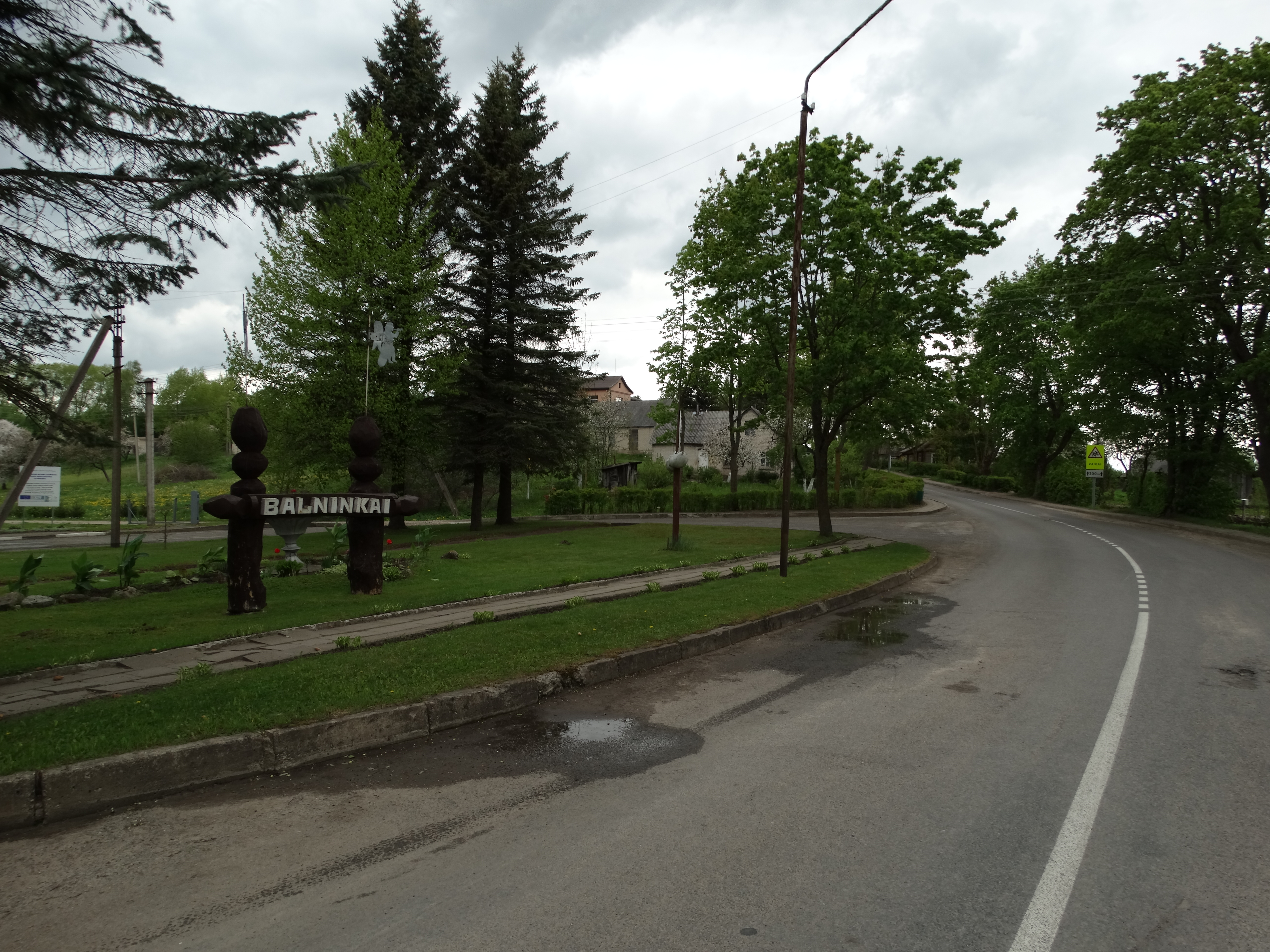
Insegna stradale a Balninkai
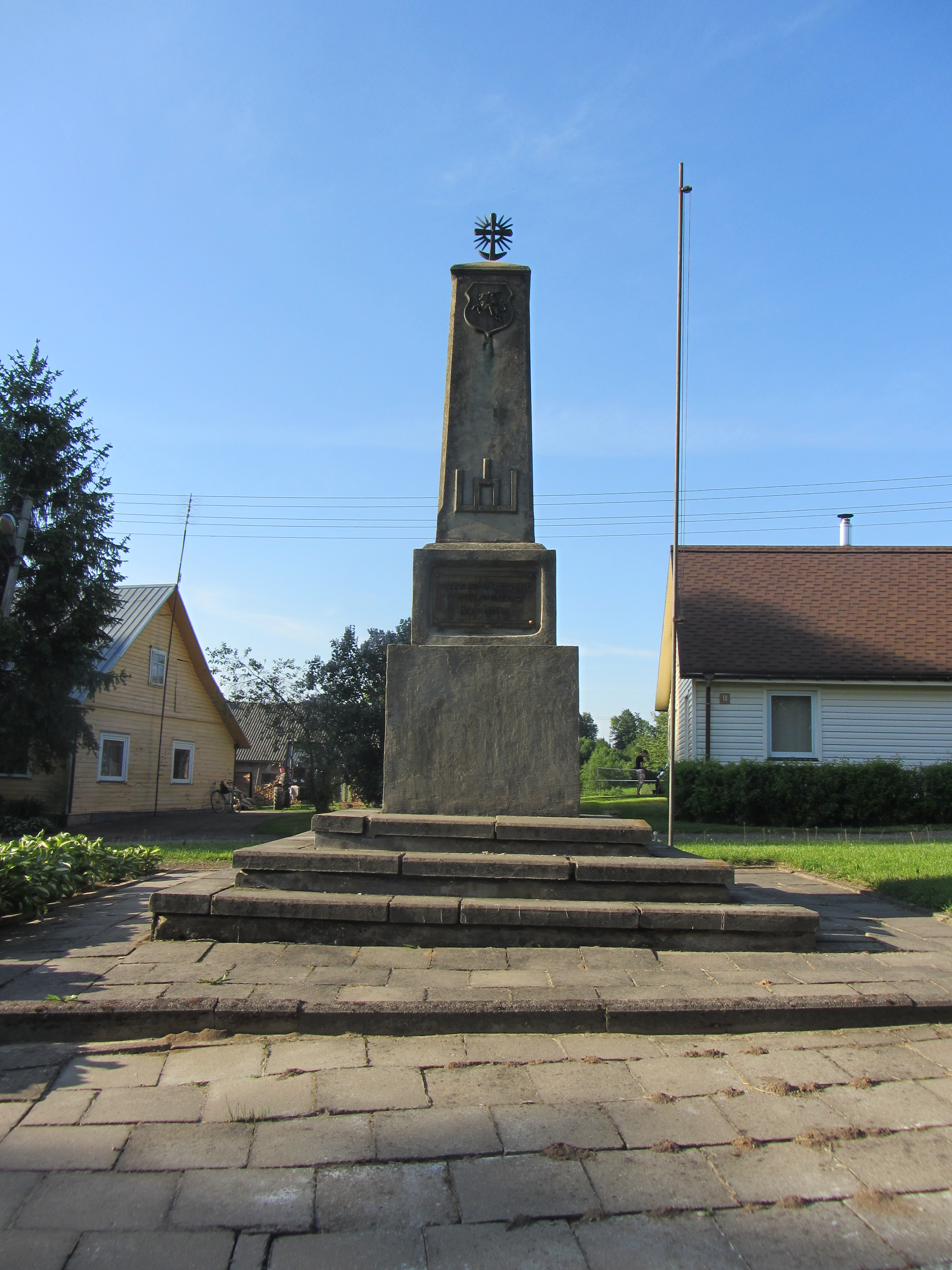
Monumento all’indipendenza
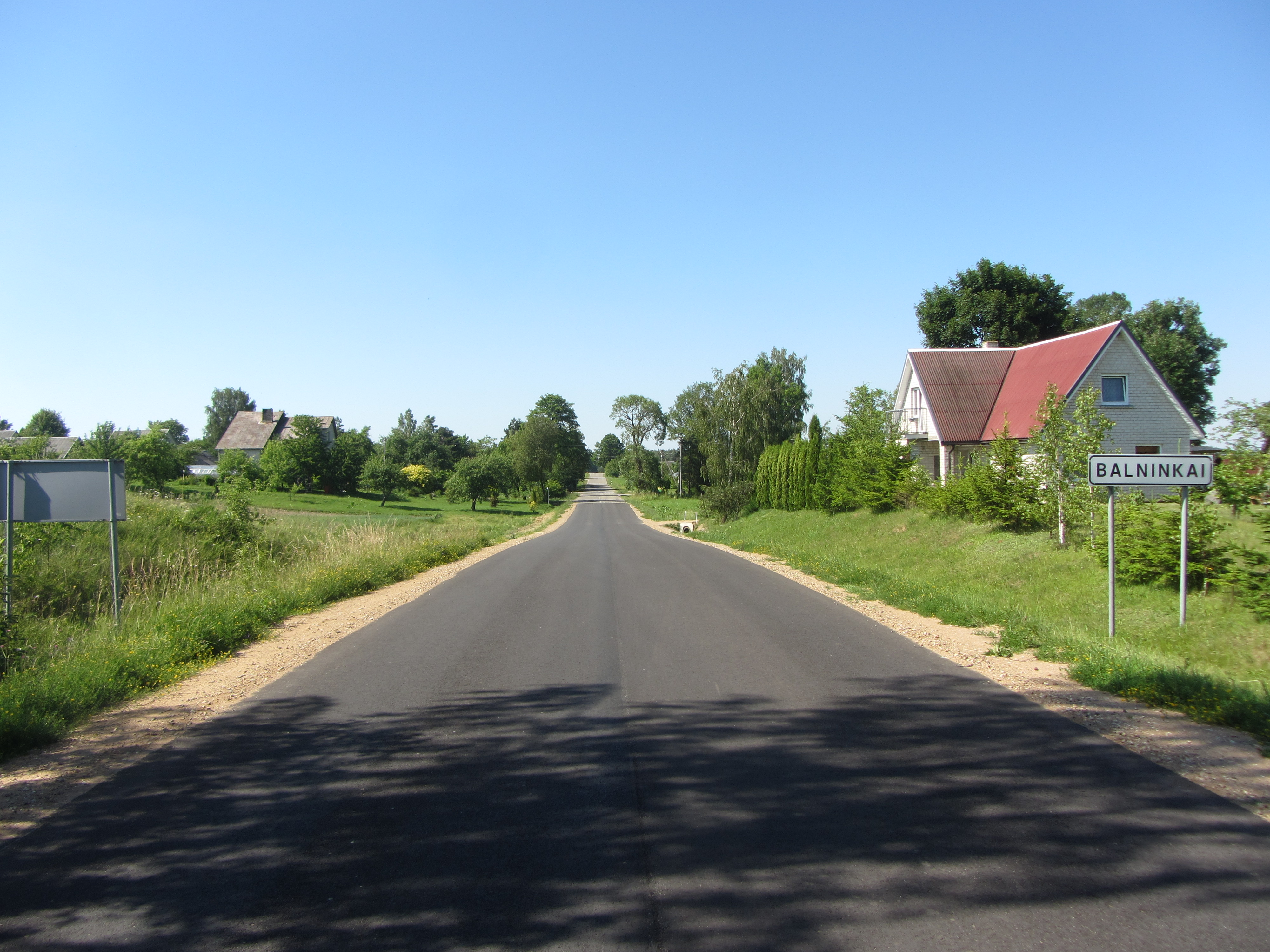
Ingresso sud dell’insediamento